# Saint-Roman
Pour les articles homonymes, voir Roman.
Ne doit pas être confondu avec Saint-Romans.
Saint-Roman est une commune française située dans le département de la Drôme, en région Auvergne-Rhône-Alpes.

## Géographie

### Localisation
Saint-Roman est située à 5 km à l'ouest de Chatillon-en-Diois (chef-lieu du canton) et à 10 km au sud-est de Die.

### Communes limitrophes
| Solaure en Diois  | Laval-d'Aix | Châtillon-en-Diois |
| Montmaur-en-Diois | Saint-Roman | Châtillon-en-Diois |
| Barnave           | Menglon     | Menglon            |

### Climat
Pour des articles plus généraux, voir Climat d'Auvergne-Rhône-Alpes et Climat de la Drôme.
En 2010, le climat de la commune est de type climat méditerranéen altéré, selon une étude du Centre national de la recherche scientifique s'appuyant sur une série de données couvrant la période 1971-2000. En 2020, Météo-France publie une typologie des climats de la France métropolitaine dans laquelle la commune est exposée à un climat de montagne ou de marges de montagne et est dans la région climatique  Alpes du sud, caractérisée par une pluviométrie annuelle de 850 à 1 000 mm, minimale en été. 
Pour la période 1971-2000, la température annuelle moyenne est de 11,2 °C, avec une amplitude thermique annuelle de 17,6 °C. Le cumul annuel moyen de précipitations est de 942 mm, avec 8,6 jours de précipitations en janvier et 5,5 jours en juillet. Pour la période 1991-2020, la température moyenne annuelle observée sur la station météorologique installée sur la commune est de 12,5 °C et le cumul annuel moyen de précipitations est de 800,3 mm,. Pour l'avenir, les paramètres climatiques de la commune estimés pour 2050 selon différents scénarios d'émission de gaz à effet de serre sont consultables sur un site dédié publié par Météo-France en novembre 2022.
| Mois                                  | jan.           | fév.           | mars           | avril         | mai           | juin          | jui.          | août          | sep.          | oct.          | nov.          | déc.           | année      |
| ------------------------------------- | -------------- | -------------- | -------------- | ------------- | ------------- | ------------- | ------------- | ------------- | ------------- | ------------- | ------------- | -------------- | ---------- |
| Température minimale moyenne (°C)     | −1,1           | −1,3           | 1,5            | 5,2           | 8,5           | 12,4          | 14,2          | 13,8          | 10,5          | 7,4           | 2,9           | −0,5           | 6,1        |
| Température moyenne (°C)              | 3,6            | 4,3            | 7,8            | 12            | 15,3          | 19,8          | 22,3          | 21,6          | 17,6          | 13,4          | 7,9           | 4              | 12,5       |
| Température maximale moyenne (°C)     | 8,3            | 9,9            | 14,1           | 18,7          | 22,1          | 27,3          | 30,4          | 29,5          | 24,7          | 19,4          | 12,9          | 8,5            | 18,8       |
| Record de froid (°C) date du record   | −13,4 11.01.10 | −16,2 05.02.12 | −12,6 01.03.05 | −4,3 08.04.21 | −0,2 07.05.19 | 3,3 03.06.06  | 6,9 11.07.07  | 6,4 31.08.06  | 1,1 27.09.20  | −3,7 21.10.07 | −9,9 27.11.05 | −13,4 30.12.05 | −16,2 2012 |
| Record de chaleur (°C) date du record | 21 10.01.15    | 23,2 23.02.20  | 25,9 30.03.17  | 29 21.04.18   | 36,5 22.05.22 | 39,6 28.06.19 | 40,6 31.07.20 | 41,6 23.08.23 | 34,2 04.09.23 | 31,7 10.10.23 | 23,7 16.11.09 | 20 31.12.22    | 41,6 2023  |
| Précipitations (mm)                   | 63,7           | 50             | 59,9           | 63,6          | 77,3          | 53,9          | 46,7          | 57,6          | 63,9          | 85,6          | 97,9          | 80,2           | 800,3      |

## Urbanisme

### Typologie
Au 1er janvier 2024, Saint-Roman est catégorisée commune rurale à habitat dispersé, selon la nouvelle grille communale de densité à 7 niveaux définie par l'Insee en 2022.
Elle est située hors unité urbaine. Par ailleurs la commune fait partie de l'aire d'attraction de Die, dont elle est une commune de la couronne,. Cette aire, qui regroupe 27 communes, est catégorisée dans les aires de moins de 50 000 habitants,.

### Occupation des sols
L'occupation des sols de la commune, telle qu'elle ressort de la base de données européenne d’occupation biophysique des sols Corine Land Cover (CLC), est marquée par l'importance des territoires agricoles (62,8 % en 2018), une proportion sensiblement équivalente à celle de 1990 (63,4 %). La répartition détaillée en 2018 est la suivante :
terres arables (32,2 %), forêts (32 %), zones agricoles hétérogènes (23,8 %), cultures permanentes (6,9 %), espaces ouverts, sans ou avec peu de végétation (5,1 %). L'évolution de l’occupation des sols de la commune et de ses infrastructures peut être observée sur les différentes représentations cartographiques du territoire : la carte de Cassini (XVIIIe siècle), la carte d'état-major (1820-1866) et les cartes ou photos aériennes de l'IGN pour la période actuelle (1950 à aujourd'hui).

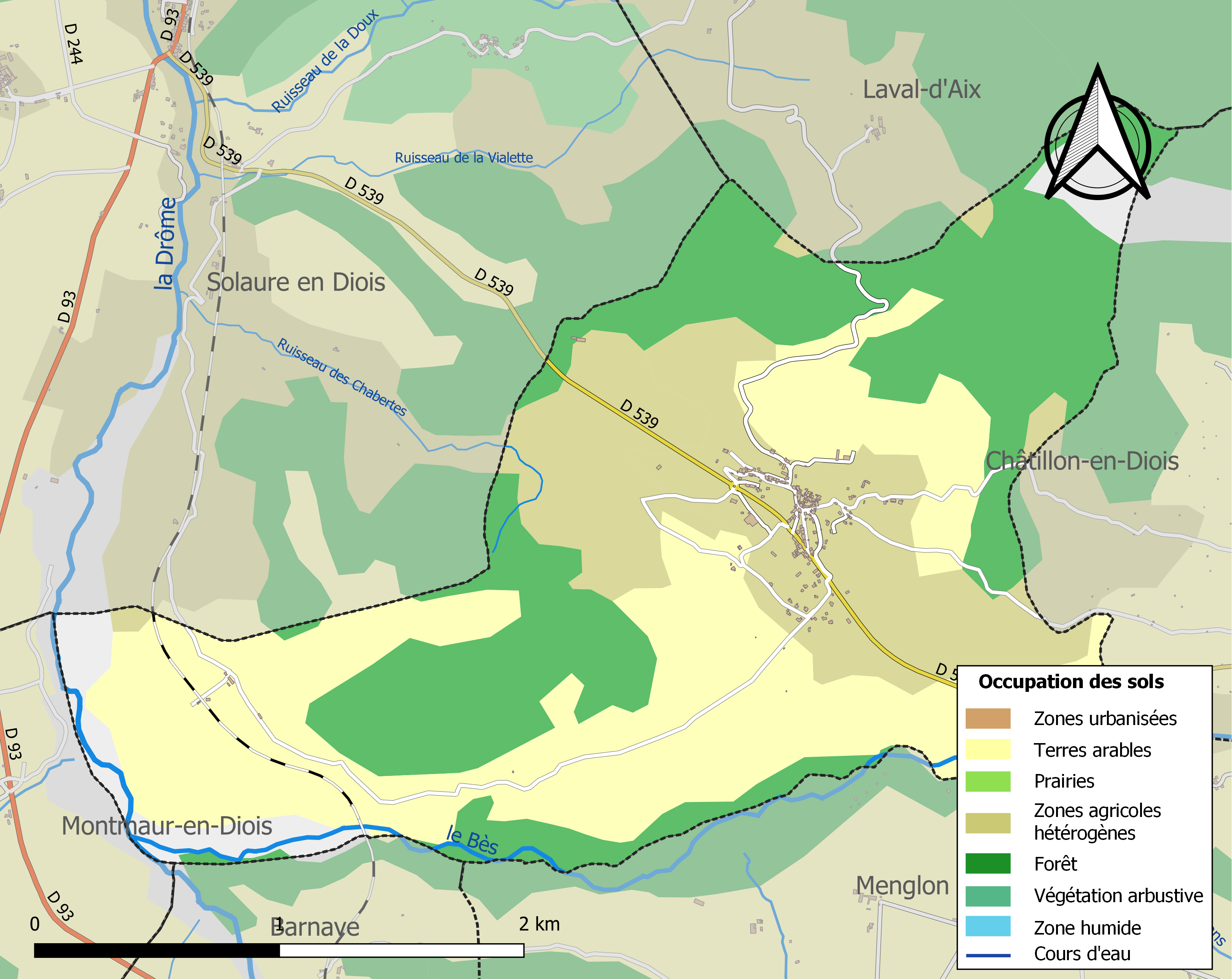
Carte des infrastructures et de l'occupation des sols de la commune en 2018 (CLC).

## Toponymie

### Attestations
Dictionnaire topographique du département de la Drôme :
- XIVe siècle : mention du prieuré : prioratus Sancti Romani (pouillé de Die) ;
- 1516 : mention du prieuré : prioratus cum cura Sancti Romani (rôle de décimes) ;
- 1659 : La Batie Saint Roman (inventaire de la chambre des comptes) ;
- 1670 : Saint Roman en Diois (archives de la Drôme, E 286) ;
- 1891 : Saint-Roman, commune du canton de Châtillon-en-Diois.

## Histoire
Pour un article plus général, voir Histoire de la Drôme.

### Du Moyen Âge à la Révolution
La seigneurie :
- Au point de vue féodal, Saint-Roman faisait partie de la baronnie et mandement d'Aix-en-Diois[11] :
- Fief des comtes de Diois puis des évêques de Die[12].

Avant 1790, Saint-Roman était une communauté de l'élection de Montélimar, de la subdélégation de Crest et du bailliage de Die.

Elle formait une paroisse du diocèse de Die, dont l'église, sous le vocable de la Nativité de Notre-Dame, était celle d'un prieuré de l'ordre de Saint-Benoît (dépendance du prieuré de Guignaise) qui fut uni à la cure au début du XVIe siècle. Les dîmes de cette paroisse appartenaient, partie au prieur du lieu et partie à celui d'Aix-en-Diois que remplaça l'évêque de Die.

### De la Révolution à nos jours
En 1790, la commune fait partie du canton de Châtillon-en-Diois.

## Politique et administration

### Liste des maires
| Période                                  | Période  | Identité                               | Étiquette  | Qualité        |
| ---------------------------------------- | -------- | -------------------------------------- | ---------- | -------------- |
| Les données manquantes sont à compléter. |          |                                        |            |                |
| 1871                                     |          | ?                                      |            |                |
| 1874                                     |          | ?                                      |            |                |
| 1878                                     |          | ?                                      |            |                |
| 1884                                     |          | ?                                      |            |                |
| 1888                                     |          | ?                                      |            |                |
| 1892                                     |          | ?                                      |            |                |
| 1896                                     |          | ?                                      |            |                |
| 1900                                     |          | ?                                      |            |                |
| 1904                                     |          | ?                                      |            |                |
| 1908                                     |          | ?                                      |            |                |
| 1912                                     |          | ?                                      |            |                |
| 1919                                     |          | ?                                      |            |                |
| 1925                                     |          | ?                                      |            |                |
| 1929                                     |          | ?                                      |            |                |
| 1935                                     |          | ?                                      |            |                |
| 1945                                     |          | ?                                      |            |                |
| 1947                                     |          | ?                                      |            |                |
| 1953                                     |          | ?                                      |            |                |
| 1959                                     |          | ?                                      |            |                |
| 1965                                     |          | ?                                      |            |                |
| 1971                                     |          | ?                                      |            |                |
| 1977                                     |          | ?                                      |            |                |
| 1983                                     |          | ?                                      |            |                |
| 1989                                     |          | Jean-Marie Verdet                      |            |                |
| 1995                                     | 2008     | Geneviève Magnan                       |            |                |
| 2001                                     |          | Geneviève Magnan                       |            | maire sortante |
| 2008                                     | 2020     | David Cornillon                        | en marche] | agriculteur    |
| 2014                                     |          | David Cornillon                        |            | maire sortant  |
| 2020                                     | En cours | Catherine Pellini[source insuffisante] |            |                |

## Population et société

### Démographie
L'évolution du nombre d'habitants est connue à travers les recensements de la population effectués dans la commune depuis 1793. Pour les communes de moins de 10 000 habitants, une enquête de recensement portant sur toute la population est réalisée tous les cinq ans, les populations de référence des années intermédiaires étant quant à elles estimées par interpolation ou extrapolation. Pour la commune, le premier recensement exhaustif entrant dans le cadre du nouveau dispositif a été réalisé en 2007.

En 2022, la commune comptait 231 habitants, en évolution de +22,22 % par rapport à 2016 (Drôme : +2,64 %, France hors Mayotte : +2,11 %).
| 1793 | 1800 | 1806 | 1821 | 1831 | 1836 | 1841 | 1846 | 1851 |
| ---- | ---- | ---- | ---- | ---- | ---- | ---- | ---- | ---- |
| 192  | 210  | 202  | 199  | 218  | 237  | 245  | 267  | 248  |

| 1856 | 1861 | 1866 | 1872 | 1876 | 1881 | 1886 | 1891 | 1896 |
| ---- | ---- | ---- | ---- | ---- | ---- | ---- | ---- | ---- |
| 240  | 231  | 234  | 231  | 230  | 221  | 197  | 200  | 182  |

| 1901 | 1906 | 1911 | 1921 | 1926 | 1931 | 1936 | 1946 | 1954 |
| ---- | ---- | ---- | ---- | ---- | ---- | ---- | ---- | ---- |
| 182  | 200  | 186  | 178  | 190  | 165  | 200  | 137  | 117  |

| 1962 | 1968 | 1975 | 1982 | 1990 | 1999 | 2006 | 2007 | 2012 |
| ---- | ---- | ---- | ---- | ---- | ---- | ---- | ---- | ---- |
| 140  | 117  | 119  | 145  | 160  | 136  | 156  | 159  | 164  |

| 2017 | 2022 | - | - | - | - | - | - | - |
| ---- | ---- | - | - | - | - | - | - | - |
| 201  | 231  | - | - | - | - | - | - | - |

### Manifestations culturelles et festivités
- Fête patronale : le troisième dimanche d'août[12].

## Économie
En 1992 : vignes (vins AOC Chatillon-en-Diois et Clairette de Die), vergers, lavande (coopérative lavandicole), ovins.

### Tourisme
- Camping à la ferme[12].

## Culture locale et patrimoine

### Lieux et monuments
- Village ancien aux ruelles étroites[12].
- Église-temple du XVIIIe siècle[12].

### Héraldique, logotype et devise
|  | Saint-Roman possède des armoiries dont l'origine et le blasonnement exact ne sont pas disponibles. |